# Scheune Bei den Bauern 1
Die Scheune Bei den Bauern 1, direkt an der Straße in der niedersächsischen Gemeinde Beverstedt, Ortsteil Hollen, im Landkreis Cuxhaven, stammt aus der ersten Hälfte des 19. Jahrhunderts. Aktuell (2024) wird sie landwirtschaftlich genutzt.
Das Gebäude steht unter Denkmalschutz (siehe auch Liste der Baudenkmale in Beverstedt).

## Geschichte
Das eingeschossige traufständige Gebäude in Fachwerk mit Steinausfachungen, mit reetgedecktem Walmdach mit Uhlenloch, wurde 1839 (Inschrift) gebaut. Die lange Scheune hat zwei Querdurchfahrten. An der Straße steht davor ein nicht denkmalgeschütztes giebelständiges verklinkertes Wohn- und Wirtschaftsgebäude des Hofes mit reetgedecktem Krüppelwalmdach und der Grooten Door im Niedersachsengiebel.
Das Landesdenkmalamt befand u. a.: „… regionstypischer Scheunenbau ….“